# Eleições diretas no Império do Brasil
As eleições diretas no Império do Brasil, foram as eleições que aconteceram após a adoção de voto direto pela Lei Saraiva. Entre 1881 e 1889, ocorreram três eleições para a Câmara dos Deputados do Brasil, além de votações para preenchimentos das vagas que foram abertas durante as legislaturas. Estas últimas não foram computadas junto das eleições centralizadas mostradas aqui.

## Eleições de 1881
A Eleição de 1881 escolheu os deputados para a 18ª Legislatura, 1ª Legislatura da Eleição Direta. A votação começou em 31 de outubro de 1881. A Câmara foi dissolvida em 3 de setembro de 1884, pelo decreto 9.720. 
Para a Eleição de 1881, 122 cadeiras na Câmara dos Deputados foram disputados. O Partido Liberal conseguiu ganhar 74, enquanto o Partido Conservador conseguiu apenas 48 assentos.
Reuniu os gabinetes: Gabinete Saraiva (1880); Gabinete Martinho Campos; Gabinete Paranaguá; Gabinete Lafayette; Gabinete Dantas
| Províncias e Muncípio Neutro | Distritos | Liberais | Conservadores | Republicanos | Votos dos eleitos | Total de votos |
| ---------------------------- | --------- | -------- | ------------- | ------------ | ----------------- | -------------- |
| Amazonas                     | 2         | 1        | 1             |              | 399               | 664            |
| Pará                         | 3         |          | 3             |              | 2.321             | 4.304          |
| Maranhão                     | 6         | 4        | 2             |              | 2.202             | 3.747          |
| Piauí                        | 3         | 3        |               |              | 1.745             | 2.894          |
| Ceará                        | 8         | 5        | 3             |              | 3.592             | 6.777          |
| Rio Grande do Norte          | 2         | 1        | 1             |              | 1.324             | 2.423          |
| Paraíba                      | 5         | 2        | 3             |              | 1.691             | 3.067          |
| Pernambuco                   | 13        | 5        | 8             |              | 5.344             | 9.757          |
| Alagoas                      | 5         | 4        | 1             |              | 1.813             | 3.343          |
| Sergipe                      | 4         | 1        | 3             |              | 1.564             | 2.649          |
| Bahia                        | 14        | 11       | 3             |              | 8.322             | 14.449         |
| Espírito Santo               | 2         | 2        |               |              | 739               | 1.426          |
| Município Neutro             | 12        | 2        | 10            |              | 7.652             | 13.916         |
| São Paulo                    | 9         | 6        | 3             |              | 5.765             | 11.126         |
| Paraná                       | 2         | 2        |               |              | 1.093             | 1.775          |
| Santa Catarina               | 2         | 1        | 1             |              | 1.127             | 2.243          |
| Rio Grande do Sul            | 6         | 6        |               |              | 5.607             | 10.313         |
| Província de Minas Gerais    | 20        | 14       | 6             |              | 10.641            | 17.912         |
| Goiás                        | 2         | 2        |               |              | 1.010             | 2.256          |
| Mato Grosso                  | 2         | 2        |               |              | 676               | 1.230          |

## Eleições de 1884
A Eleição de 1884 foi aquela em que mais eleitores compareceram na história do Império: 121.226 ao todo. Ela elegeu os membros da 19ª Legislatura mais curta da última década do Império, que durou apenas até o dia 26 de setembro de 1885, quando dissolvida pelo decreto nº 9.500. Pelo decreto nº 9.283, a Província do Pará foi redividida, aumentando para 3 os assentos para ser representada na Câmara.
| Províncias e Muncípio Neutro | Distritos | Liberais | Conservadores | Republicanos | Votos dos eleitos | Total de votos |
| ---------------------------- | --------- | -------- | ------------- | ------------ | ----------------- | -------------- |
| Amazonas                     | 2         | 2        |               |              | 453               | 760            |
| Pará                         | 6         | 1        | 5             |              | 2.425             | 4.108          |
| Maranhão                     | 6         | 3        | 3             |              | 2.223             | 3.609          |
| Piauí                        | 3         | 2        | 1             |              | 1.643             | 2.907          |
| Ceará                        | 8         | 5        | 3             |              | 3.857             | 6.989          |
| Rio Grande do Norte          | 2         | 2        |               |              | 1.502             | 2.821          |
| Paraíba                      | 5         | 2        | 3             |              | 2.369             | 3.952          |
| Pernambuco                   | 13        | 6        | 7             |              | 6.044             | 11.178         |
| Alagoas                      | 5         | 3        | 2             |              | 2.049             | 3.576          |
| Sergipe                      | 4         | 1        | 3             |              | 1.503             | 2.939          |
| Bahia                        | 14        | 9        | 5             |              | 1.288             | 13.652         |
| Espírito Santo               | 2         | 1        | 1             |              | 740               | 1.445          |
| Município Neutro             | 12        | 3        | 9             |              | 7.845             | 13.211         |
| São Paulo                    | 9         | 2        | 5             | 2            | 6.900             | 12.522         |
| Paraná                       | 2         | 1        | 1             |              | 1.256             | 1.994          |
| Santa Catarina               | 2         | 2        |               |              | 1.194             | 2.179          |
| Rio Grande do Sul            | 6         | 6        |               |              | 5.990             | 10.624         |
| Província de Minas Gerais    | 20        | 12       | 7             | 1            | 11.410            | 19.658         |
| Goiás                        | 2         | 2        |               |              | 1.466             | 2.134          |
| Mato Grosso                  | 2         | 2        |               |              | 673               | 1.018          |

## Eleições de 1886
A Eleição de 1886 foi a última do Império. O Partido Conservador, pela primeira vez na história das eleições diretas, obteve a maioria dos assentos na Câmara dos Deputados, ocupando mais de 80% das cadeiras com seus 103 deputados eleitos. Apesar de a 20ª Legislatura ter terminado no ano da Proclamação da República, seu término foi oriundo do decreto nº 10.251, 5 meses antes dos eventos do 15 de novembro.

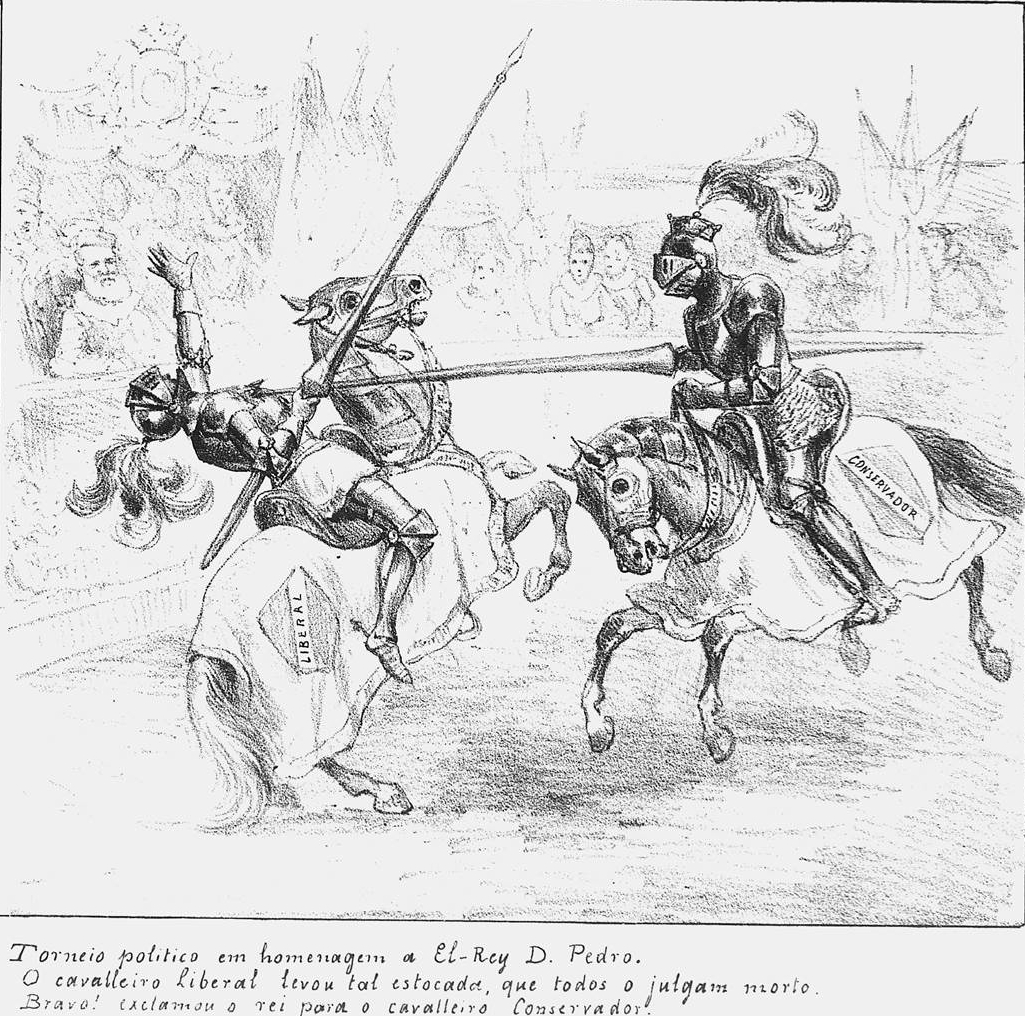
Charge da Revista Illustrada retratando a eleição de 1886

| Províncias e Muncípio Neutro | Distritos | Liberais | Conservadores | Republicanos | Votos dos eleitos | Total de votos |
| ---------------------------- | --------- | -------- | ------------- | ------------ | ----------------- | -------------- |
| Amazonas                     | 2         |          | 2             |              | 455               | 752            |
| Pará                         | 6         |          | 6             |              | 2.433             | 4.180          |
| Maranhão                     | 6         |          | 6             |              | 2.056             | 3.916          |
| Piauí                        | 3         |          | 3             |              | 1.506             | 3.097          |
| Ceará                        | 8         | 3        | 5             |              | 3.874             | 5.401          |
| Rio Grande do Norte          | 2         |          | 2             |              | 1.487             | 2.234          |
| Paraíba                      | 5         | 1        | 4             |              | 2.465             | 3.845          |
| Pernambuco                   | 13        | 1        | 12            |              | 6.519             | 10.355         |
| Alagoas                      | 5         | 2        | 3             |              | 2.076             | 3.417          |
| Sergipe                      | 4         |          | 4             |              | 1.725             | 2.803          |
| Bahia                        | 14        |          | 14            |              | 8.442             | 13.216         |
| Espírito Santo               | 2         |          | 2             |              | 833               | 1.389          |
| Município Neutro             | 12        |          | 12            |              | 8.446             | 13.618         |
| São Paulo                    | 9         | 2        | 7             |              | 6.746             | 12.413         |
| Paraná                       | 2         | 1        | 1             |              | 1.193             | 2.050          |
| Santa Catarina               | 2         |          | 2             |              | 1.278             | 2.368          |
| Rio Grande do Sul            | 6         | 1        | 5             |              | 4.663             | 9.125          |
| Província de Minas Gerais    | 20        | 11       | 9             |              | 11.229            | 19.589         |
| Goiás                        | 2         |          | 2             |              | 1.146             | 1.875          |
| Mato Grosso                  | 2         |          | 2             |              | 757               | 1.238          |